# バレーボールコンゴ民主共和国男子代表
バレーボールコンゴ民主共和国男子代表は、バレーボールの国際大会で編成されるコンゴ民主共和国の男子バレーボールナショナルチームである。
1964年に国際バレーボール連盟へ加盟。

## 過去の成績

### オリンピックの成績
- 出場なし

### 世界選手権の成績
- 2006年 - アフリカ予選敗退
- 2010年 - アフリカ予選棄権[3]

### アフリカ選手権の成績
- 1993年 - 6位
- 2003年 - 6位
- 2005年 - 7位